# Kuno von Wiederhold

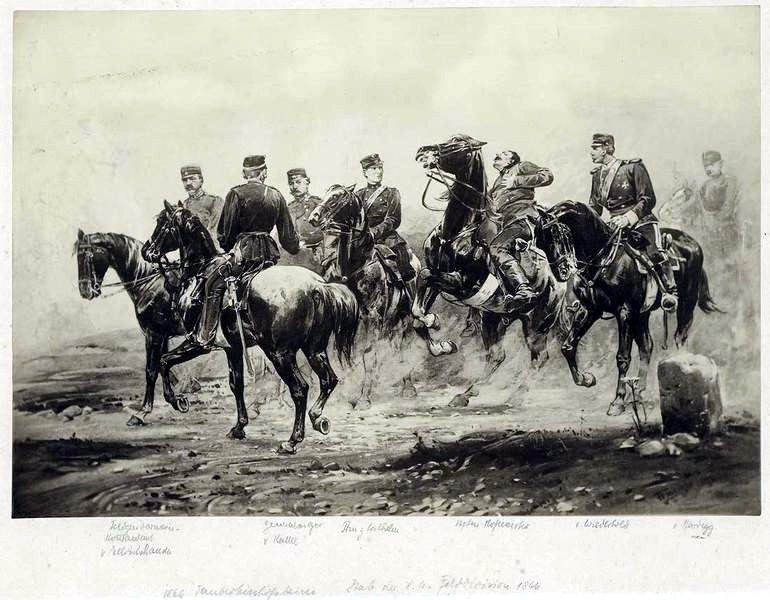
Kuno von Wiederhold als sechster von links im Stab der Württembergische Felddivision beim Gefecht bei Tauberbischofsheim, 1866

Karl Friedrich Kuno Freiherr von Wiederhold (* 31. August 1809 in Stuttgart; † 14. Dezember 1885 in Ludwigsburg) war ein württembergischer Generalleutnant und Kriegsminister.

## Leben

### Herkunft
Wiederhold war der Sohn des württembergischen Kammerherrn Friedrich von Wiederhold (1783–1809), der als Oberstleutnant 1809 in der Schlacht bei Aspern fiel, und dessen Ehefrau Karoline, geborene von Normann-Ehrenfels (1789–1863). Sie war die Tochter des württembergischen Staatsministers Philipp Christian von Normann-Ehrenfels, die sich 1814 mit dem Generalmajor Eduard von Lützow († 1849) wiederverheiratete.

### Militärkarriere
Wiederhold wuchs in Ehrenfels im Oberamt Münsingen auf. Er besuchte die Lateinschule in Esslingen am Neckar (das heutige Georgii-Gymnasium) und das Obergymnasium in Stuttgart. Auf Grund eines hervorragend bestandenen Examens trat Wiederhold im Frühjahr 1826 in die Kriegsschule in Ludwigsburg ein. Der Leiter der Anstalt, General von Varnbüler, wurde sein Gönner und empfahl 1829 die Beförderung Wiederholds zum Leutnant im Generalquartiermeisterstab. Zur weiteren Vorbereitung seiner Tätigkeit als Stabsoffizier besuchte er von 1829 bis 1830 die Universität Tübingen und ging dann auf Reisen nach Frankreich, Belgien, Österreich, Italien und dem übrigen Deutschland. Nach der Heimkehr begann für Wiederhold der praktische Dienst im Generalquartiermeisterstab, wozu auch das Erteilen von Unterricht an der Kriegsschule gehörte. 1834 avancierte er zum Oberleutnant.
Um über die engen Verhältnisse der Württembergischen Armee hinaus weitere militärische Erfahrungen zu sammeln, besuchte er die im Jahre 1840 abgehaltenen Herbstübungen des VIII. deutschen Bundesarmeekorps. Auch danach nahm er an verschiedenen militärischen Aktionen teil, zu denen die revolutionären Ereignisse von 1848 und 1849 Anlass boten. Wiederhold, der schon 1847 zum Major aufgerückt war, wurde sowohl gegen die Aufständischen im Schwarzwald und am Oberrhein, wo er als Generalstabschef des Generals von
Miller tätig war, wie auch in Schleswig-Holstein verwendet. 1849 zum Oberstleutnant befördert, wurde er 1849 zum Oberst und Adjutanten König Wilhelms I. ernannt, welchen er zu der Konferenz von Bregenz begleitete und der ihn mehrfach zu militärisch-diplomatischen Sendungen heranzog. Daneben hielt er in Stuttgart vor einer zahlreichen Hörerschaft Vorträge, welche unter der Bezeichnung „Taktische Vorträge“ veröffentlicht wurden. Aus dieser Stellung schied er 1853 durch seine Ernennung zum Generalquartiermeister aus. Im nächsten Jahr folgte die Beförderung zum Generalmajor. 
Sein Hauptaugenmerk war jetzt auf die Vorbereitung der Offiziersanwärter für ihren Beruf, auf die Fortbildung der Offiziere des Generalquartiermeisterstabs für ihre Sonderbestimmung und auf eine möglichst kriegsmäßige Anlage und Durchführung der größeren Truppenübungen gerichtet. Sein eigener Blick wurde durch den Besuch von Manövern fremder Heere und durch die Teilnahme an Inspektionen anderer Bundeskontingente geschärft und erweitert. Bei der Mobilmachung des Jahres 1859 war er als Chef des Generalstabes des VIII. Bundesarmeekorps tätig. Im Jahre 1864 trat er als Generalleutnant an die Spitze der württembergischen Infanteriedivision und damit in ein spannungsgeladenes Verhältnis zum Kriegsminister Moriz von Miller. Millers konservative Einstellung in militärischen Fragen kollidierte mit Wiederholds Bestrebungen, den geänderten Verhältnissen der Kriegstechnik mehr Rechnung zu tragen. Ein von Wiederhold herrührendes Exerzierreglement gelangte erst durch ein Machtwort des neuen Königs Karl zur Ausführung. Im Jahre 1865, nach Millers Eintritt in den Ruhestand, wurde Wiederhold zum Kriegsminister ernannt. Am 1. September 1865 übernahm er sein neues Amt. Aber es zeigte sich, dass er die eigenen Kräfte überschätzt hatte. Durch seine Maßnahmen schuf er sich viele Gegner. Da die Früchte seiner Arbeit nicht sofort sichtbar waren, bot er seinen Widersachern viele Angriffsflächen für Kritik. Bald war seine Stellung schwer erschüttert. Schon am 9. Mai 1866 wurde ihm noch vor Ausbruch des Deutschen Kriegs der erbetene Abschied bewilligt. Nach dem Krieg setzte sich Wiederhold für eine rasche Einigung der deutschen Staaten unter preußischer Führung ein. Im März 1870 wurde er zu seiner Genugtuung erneut gebeten, das Amt des Kriegsministers zu übernehmen, aber er lehnte dies nun ab. Von 1868 bis 1882 war er als Vertreter der Ritterschaft Mitglied der württembergischen Kammer der Abgeordneten.

### Familie
Kuno von Wiederhold heiratete er 1836 Charlotte von Miller (1818–1838), eine Tochter des späteren Kriegsministers Moriz von Miller. Nach Charlottes frühem Tod heiratete er am 30. September 1843 deren Cousine Emilie von Miller (1824–1860), Tochter des Carl von Miller. Am 5. Oktober 1861 ging Wiederhold eine dritte Ehe mit Marie Freiin von Lepel (1822–1908) ein. Wiederhold hatte insgesamt fünf Kinder, wovon drei aus seiner zweiten Ehe stammten.

## Auszeichnungen
- Ritterkreuz I. Klasse des Ordens der Württembergischen Krone
- Großkreuz des Friedrichs-Ordens